# آندره‌آ زاکانیو
آندره‌آ زاکانیو (انگلیسی: Andrea Zaccagno؛ زادهٔ ۲۷ مهٔ ۱۹۹۷) یک بازیکن فوتبال اهل ایتالیا است.